# Brianda lunai grófné
Brianda (Provence, 1335 körül – 1406) provanszál származású úrnő, házassága révén az aragóniai Luna grófnéja. Luna Mária aragóniai királyné édesanyja.

## Élete
Édesapja Foulques d'Agoult,  Sault ura, édesanyja Balzo Aliz (Alasacie/Alix des Baux), I. Rajmundnak (–1321), Avellino grófjának, les Baux urának, Provence udvarmesterének, a Nápolyi Királyság régensének (1295) volt a lánya. Balzo Aliz I. Johanna nápolyi királynő sógorának, húga, Mária nápolyi királyi hercegnő (1328–1366) 2. férjének, Balzo Róbert avellinói grófnak (–1354) volt az apai nagynénje.
Foulques d'Agoult apja, III. Rajmund I. Johanna nápolyi királynő főudvarmestere volt, mikor a királynő 1348-tól 1350-ig mint Provence grófnője Provence-ban tartózkodott a királysága magyar megszállása idején. Brianda grófné apja révén rokonsában állt V. Kelemen pápával (1264–1314; ur.: 1305–1314), aki anyai nagyapjának, Foulques d'Agoult (vagy de Got) provanszál nemesnek volt a nagybátyja, és eredeti neve Bertrand d'Agoult (vagy de Got) volt.
Brianda 1353 körül feleségül ment az özvegy és egy lányát túlélt Lopéhoz, az aragóniai Luna grófjához. Brianda férjének az első felesége másodunokatestvére, Jolán aragón infánső, II. Jakab aragóniai király lánya és Tarantói Fülöpnek (1297–1330), Rhómánia despotájának, I. (Anjou) Fülöp tarantói herceg másodszülött fiának az özvegye volt. Ebből a házasságból egy lány született, aki viszont kisgyermekként meghalt.
Briandának és Lopének két leánya született: Mária és Brianda. Amikor 1360-ban meghalt a férje, idősebbik leányuk Mária lett Luna grófnője, Quinto bárónője és Sogorb úrnője. Mária grófnő 1372-ben feleségül ment Márton aragón herceghez, a későbbi Márton aragóniai királyhoz.
Leánya, Mária királyné családtagjait maga köré gyűjtötte. Brianda grófnő is lánya udvarában élt, ahol szintén jelen volt a kisebbik lánya Ifjabb Brianda, Brianda lányának a második házasságából származó két lánya, Legifjabb Brianda és Eleonóra, valamint idősebbik lányának, Mária királynénak két házasságon kívül született unokája, az ő dédunokái, Jolán és Frigyes is. Brianda d'Agoult 1406-ban dédnagymamaként halt meg, idősebbik lánya, Mária királyné pedig ugyanennek az évnek a végén hunyt el.

## Gyermekei
- Férjétől, Lope lunai gróftól (1315/20–1360), 2 lány:
  - Mária (1353–1406), I. Mária néven Luna grófnője, Quinto bárónője, Sogorb (Segorbe) úrnője, férje Idős Márton aragón infáns (1356–1410), 1396-tól aragón király, 4 gyermek, többek között:
    - Ifjú Márton (1374/75/76–1409) aragón infáns, 1392-től I. Márton néven szicíliai király

  - Brianda (–1412 körül), 1. férje Lope Ximénez de Urrea, elváltak, 2. férje Cornel Lajos (Luis Cornel), Alfajarín ura (–1403), a 2. házasságából 3 gyermek:
    - Ferenc Lajos (Francisco Luis Cornel), Vall de Almonacid[5] ura
    - Brianda (Brianda Cornel)
    - Eleonóra (Leonor Cornel)